# Jagdstaffel 67
La Jagdstaffel 67 (in tedesco: Königlich Preußische Jagdstaffel Nr 67, abbreviato in Jasta 67) era una squadriglia (staffel) da caccia della componente aerea del Deutsches Heer, l'esercito dell'Impero tedesco, durante la prima guerra mondiale (1914-1918).

## Storia
La Jagdstaffel 67 venne formata il 27 gennaio 1918 presso il Fliegerersatz-Abteilung 9 di Darmstadt. La nuova squadriglia entrò in azione il 5 febbraio e una settimana dopo fu posta a supporto della 5ª Armata. L'unità ottenne la prima vittoria aerea il 13 marzo 1918.
Il Leutnant Julius Fichter fu l'unico Staffelführer (comandante) della Jagdstaffel 67.
Alla fine della prima guerra mondiale alla Jagdstaffel 67 vennero accreditate 34 vittorie aeree, di cui 17 per l'abbattimento di palloni da osservazione. Di contro, la Jasta 67 perse un pilota, uno fu ferito in azione oltre a 2 piloti presi come prigionieri di guerra.

## Lista dei comandanti della Jagdstaffel 67
Di seguito vengono riportati i nomi dei piloti che si succedettero al comando della Jagdstaffel 67.
| Grado    | Nome           | Periodo                            |
| -------- | -------------- | ---------------------------------- |
| Leutnant | Julius Fichter | 27 gennaio 1918 – 11 novembre 1918 |

## Lista delle basi utilizzate dalla Jagdstaffel 67
- Marville, Francia: 12 febbraio 1918